# شیادان
شیادان فیلمی به کارگردانی و نویسندگی محمد متوسلانی محصول سال ۱۳۵۰ است.

## خلاصه داستان
سه جوان که کارشان قفل و کلیدسازی است تصمیم می‌گیرند با خرید و فروش زمین پولی به دست آورند...

## بازیگران
- منصور سپهرنیا
- محمد متوسلانی
- گرشا رئوفی
- کتایون امیرابراهیمی
- ثریا بهشتی
- جهانگیر غفاری
- ایران قادری
- روشنک صدر
- نیک ورز
- اکبر جنتی شیرازی